# Lindi (vùng)
Lindi là một vùng của Tanzania. Thủ phủ của vùng Lindi đóng tại Lindi. Vùng Lindi có diện tích 67000 ki lô mét vuông. Đến thời điểm điều tra dân số ngày 25 tháng 8 năm 2002, vùng Lindi có dân số 791306 người.